# 颱風愛媚 (1962年)
颱風愛媚（英語：Typhoon Amy，國際編號：6217）為1962年太平洋颱風季的熱帶氣旋之一。

## 影響

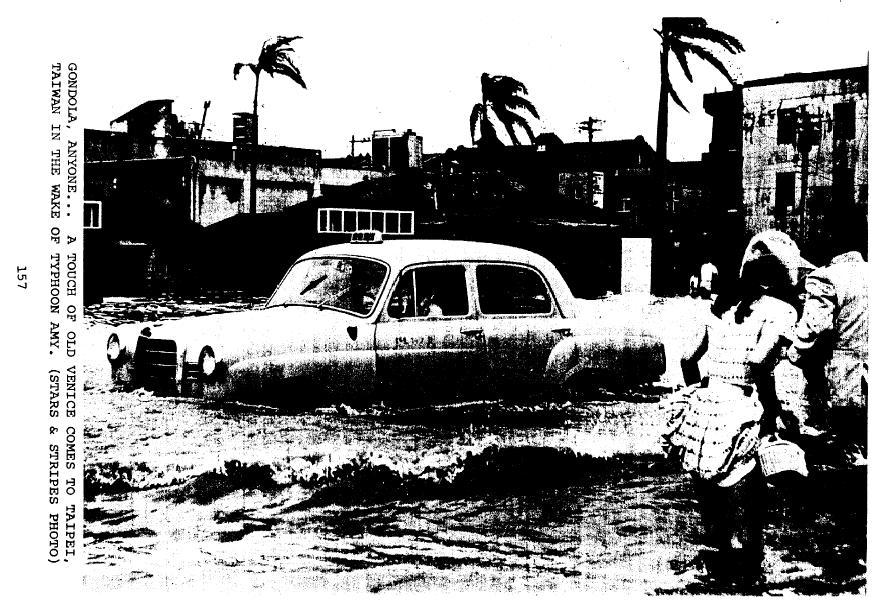
颱風愛媚造成的破壞

### 台灣
- 當地評定巔峰強度分級：（CWB）
- 當地評定最大持續風速：70每秒（140節；250每小時）（一分鐘）
- 當地發布之颱風警報：海上陸上颱風警報

### 中國大陸
1962年9月6日，颱風愛媚登陸福建省連江市，之后北上造成江蘇省北部出现多年以来大洪水，淮陰地區低窪處水深數米，許多地方可以行船；浙江省洪水泛濫，224人死亡。

## 熱帶氣旋警告使用記錄

### 臺灣
| 中央氣象局 颱風警報 | 中央氣象局 颱風警報 | 中央氣象局 颱風警報 |
| ------------------- | ------------------- | ------------------- |
| 上一熱帶氣旋        | 海上颱風警報        | 下一熱帶氣旋        |
| 中度颱風萬達        | 海上颱風警報        | 強烈颱風黛納        |
| 中度颱風萬達        | 陸上颱風警報        | 強烈颱風黛納        |